# ライアン・ベイダー
ライアン・ベイダー（Ryan Bader、1983年6月7日 - ）は、アメリカ合衆国の男性総合格闘家。ネバダ州リノ出身。パワーMMAチーム所属。元Bellator世界ヘビー級王者。元Bellator世界ライトヘビー級王者。Bellator史上2人目の二階級制覇王者。Bellator史上初の二階級同時王者。The Ultimate Fighter 8優勝。

## 来歴
7歳でレスリングを始め、高校時代にはネバダ州王者に2度輝き、3年時には全米大会で3位に入賞した。高校時代はアメリカンフットボールでも活躍し、2001年にはネバダ州年間最優秀選手に選ばれると共にチームもネバダ州王者となった。レスリング奨学生としてアリゾナ州立大学進学後はNCAAディビジョン1でオールアメリカンに2度選出され、Pac-10を3度優勝した。当時はケイン・ヴェラスケス、CB・ダラウェイのチームメイトであった。2007年初頭にアリゾナ・コンバット・スポーツで総合格闘技の練習を始め、3月にデビューを果たした。

### The Ultimate Fighter
2008年、7戦全勝のキャリアを持ってUFCのリアリティ番組「The Ultimate Fighter」のシーズン8に参加する。カイル・キングスベリーとのサバイバルマッチを制してアントニオ・ホドリゴ・ノゲイラにチーム1位の指名を受けると、トム・ローラー、エリオット・マーシャルを破り決勝進出を果たした。

### UFC
2008年12月13日に行われた決勝ではヴィニシウス・マガリャエスと対戦、開始2分過ぎに右フックでダウンを奪うとパウンドで追撃してレフェリーストップとなり、ライトヘビー級トーナメント優勝を果たした。
2010年2月20日、UFC 110でキース・ジャーディンと対戦し、左フックでKO勝ち。9月25日のUFC 119ではアントニオ・ホジェリオ・ノゲイラを判定で降し、戦績をUFC5連勝・プロ総合格闘技12連勝とした。
2011年2月5日、UFC 126でジョン・ジョーンズと対戦し、ギロチンチョークで一本負け。キャリア13戦目での初黒星となった。
2011年7月2日、UFC 132でティト・オーティズと対戦し、ギロチンチョークで一本負け。
2012年2月26日、日本開催となったUFC 144でクイントン・"ランペイジ"・ジャクソンと対戦。スラムで頭からマットに叩きつけられる場面があったもののグラウンドコントロールで勝り、3-0の判定勝ちを収めた。なお、この試合でジャクソンはウェイトオーバーしていた。
2013年1月26日、UFC on FOX 6でウラジミール・マティシェンコと対戦し、ギロチンチョークで一本勝ち。サブミッション・オブ・ザ・ナイトを受賞した。
2013年9月4日、UFC Fight Night: Teixeira vs. Baderでライトヘビー級ランキング2位のグローバー・テイシェイラと対戦。テイシェイラに打撃を当てる場面があったものの、カウンターのパンチでダウンを奪われ、そのままパウンドで1RTKO負け。
2014年6月14日、UFC 174でライトヘビー級ランキング12位のハファエル・カバウカンチと対戦し、3-0の判定勝ち。
2014年8月16日、UFC Fight Night: Bader vs. St. Preuxでライトヘビー級ランキング10位のオヴィンス・サンプルーと対戦し、3-0の5R判定勝ち。
2015年1月24日、UFC on FOX 14でライトヘビー級ランキング5位のフィル・デイヴィスと対戦し、2-1の判定勝ち。
2015年10月3日、UFC 192でライトヘビー級ランキング5位のラシャド・エヴァンスと対戦し、3-0の判定勝ち。
2016年1月30日、UFC on FOX 18のライトヘビー級王座挑戦者決定戦でライトヘビー級ランキング2位のアンソニー・ジョンソンと対戦し、パウンドで1RKO負け。
2016年9月3日、UFC Fight Night: Arlovski vs. Barnettでライトヘビー級ランキング12位のイリル・ラティフィと対戦し、右膝蹴りで2RKO勝ち。パフォーマンス・オブ・ザ・ナイトを受賞した。
2016年11月19日、UFC Fight Night: Bader vs. Nogueira 2でライトヘビー級ランキング9位のアントニオ・ホジェリオ・ノゲイラと対戦し、パウンドで3RTKO勝ち。
2016年11月20日、UFCとの契約を更新せず、ベイダーはUFC15勝5敗でフリーエージェントとなった。

### Bellator
2017年6月24日、Bellator初参戦となったBellator 180のBellator世界ライトヘビー級タイトルマッチで王者フィル・デイヴィスと再戦し、2-1の5R判定勝ち。王座獲得に成功した。
2017年11月3日、Bellator 186のBellator世界ライトヘビー級タイトルマッチで挑戦者のリントン・ヴァッセルと対戦し、パウンドで2RTKO勝ち。王座の初防衛に成功した。
2018年5月12日、Bellator 199のBellatorヘビー級ワールドグランプリ1回戦でキング・モーと対戦し、左フックでダウンを奪い、パウンドで1RKO勝ち。グランプリ準決勝進出を果たした。
2018年10月12日、Bellator 207のBellatorヘビー級ワールドグランプリ準決勝でマット・ミトリオンと対戦し、3-0の判定勝ち。グランプリ決勝進出を果たした。
2019年1月26日、Bellator 214のBellatorヘビー級ワールドグランプリ決勝戦でエメリヤーエンコ・ヒョードルと対戦し、左フックでダウンを奪い、パウンドで1RKO勝ち。ヘビー級グランプリ優勝を果たすと共にBellator世界ヘビー級王座を獲得し、Bellator史上初となる二階級同時王者となった。
2019年9月7日、Bellator 226のBellator世界ヘビー級タイトルマッチで挑戦者のシーク・コンゴと対戦するも、偶然のサミングでコンゴが試合を続行することができなくなりノーコンテストとなった。
2020年8月21日、Bellator 244のBellator世界ライトヘビー級タイトルマッチで挑戦者のワジム・ネムコフと対戦し、右ハイキックでダウンを奪われパウンドで2RTKO負け。ライトヘビー級王座から陥落し、約4年半ぶりの敗戦となった。
2021年4月9日、Bellator 256のBellatorライトヘビー級ワールドグランプリ1回戦でライトヘビー級ランキング4位のリョート・マチダと再戦し、3-0の5R判定勝ち。リベンジに成功し、グランプリ準決勝進出を果たした。
2021年10月16日、Bellator 268のBellatorライトヘビー級ワールドグランプリ準決勝でライトヘビー級ランキング2位のコーリー・アンダーソンと対戦し、右フックでダウンを奪われパウンドで1RTKO負け。準決勝敗退となった。
2022年1月29日、Bellator 273のBellator世界ヘビー級王座統一戦で暫定王者ワレンティン・モルダフスキーと対戦し、3-0の5R判定勝ち。王座の初防衛に成功した。
2022年5月6日、Bellator 280のBellator世界ヘビー級タイトルマッチでヘビー級ランキング1位の挑戦者シーク・コンゴと再戦し、3-0の5R判定勝ち。2度目の王座防衛に成功した。
2023年2月4日、Bellator 290のBellator世界ヘビー級タイトルマッチでヘビー級ランキング3位の挑戦者にして引退試合となったエメリヤーエンコ・ヒョードルと再戦し、開始早々に右ストレートでダウンを奪い、パウンドで1RTKO勝ち。3度目の王座防衛に成功した。
2024年2月24日、昨年Bellatorを買収したPFLとの共同開催となったPFL vs. BellatorでPFLヘビー級トーナメント2023王者ヘナン・フェレイラと両団体王者の対抗戦を行い、右ストレートでダウンを奪われパウンドで開始21秒のTKO負け。
2025年3月26日、PFLを離脱。

## 戦績

### プロ総合格闘技
| 総合格闘技 戦績 | 総合格闘技 戦績 | 総合格闘技 戦績 | 総合格闘技 戦績 | 総合格闘技 戦績 | 総合格闘技 戦績 | 総合格闘技 戦績 |
| --------------- | --------------- | --------------- | --------------- | --------------- | --------------- | --------------- |
| 40 試合         | (T)KO           | 一本            | 判定            | その他          | 引き分け        | 無効試合        |
| 31 勝           | 13              | 3               | 15              | 0               | 0               | 1               |
| 8 敗            | 6               | 2               | 0               | 0               | 0               | 1               |

| 勝敗 | 対戦相手                             | 試合結果                             | 大会名                                                                                      | 開催年月日     |
|      | X                                    | 試合前                               | RIZIN 【RIZINヘビー級王座決定戦】                                                           | 2025年12月31日 |
| ×    | ヘナン・フェレイラ                   | 1R 0:21 TKO（右ストレート→パウンド） | PFL vs. Bellator: Champs                                                                    | 2024年2月24日  |
| ○    | エメリヤーエンコ・ヒョードル         | 1R 2:30 TKO（パウンド）              | Bellator 290: Bader vs. Fedor 2 【Bellator世界ヘビー級タイトルマッチ】                      | 2023年2月4日   |
| ○    | シーク・コンゴ                       | 5分5R終了 判定3-0                    | Bellator 280: Bader vs. Kongo 2 【Bellator世界ヘビー級タイトルマッチ】                      | 2022年5月6日   |
| ○    | ワレンティン・モルダフスキー         | 5分5R終了 判定3-0                    | Bellator 273: Bader vs. Moldavsky 【Bellator世界ヘビー級王座統一戦】                        | 2022年1月29日  |
| ×    | コーリー・アンダーソン               | 1R 0:51 TKO（右フック→パウンド）     | Bellator 268: Nemkov vs. Anglickas 【Bellatorライトヘビー級ワールドグランプリ準決勝】       | 2021年10月16日 |
| ○    | リョート・マチダ                     | 5分5R終了 判定3-0                    | Bellator 256: Bader vs. Machida 2 【Bellatorライトヘビー級ワールドグランプリ1回戦】         | 2021年4月9日   |
| ×    | ワジム・ネムコフ                     | 2R 3:02 TKO（右ハイキック→パウンド） | Bellator 244: Bader vs. Nemkov 【Bellator世界ライトヘビー級タイトルマッチ】                 | 2020年8月21日  |
| －   | シーク・コンゴ                       | 1R 3:52 ノーコンテスト（サミング）   | Bellator 226: Bader vs. Kongo 【Bellator世界ヘビー級タイトルマッチ】                        | 2019年9月7日   |
| ○    | エメリヤーエンコ・ヒョードル         | 1R 0:35 KO（左フック→パウンド）      | Bellator 214: Fedor vs. Bader 【Bellatorヘビー級ワールドグランプリ決勝戦】                  | 2019年1月26日  |
| ○    | マット・ミトリオン                   | 5分3R終了 判定3-0                    | Bellator 207: Mitrione vs. Bader 【Bellatorヘビー級ワールドグランプリ準決勝】               | 2018年10月12日 |
| ○    | キング・モー                         | 1R 0:15 KO（パウンド）               | Bellator 199: Bader vs. King Mo 【Bellatorヘビー級ワールドグランプリ1回戦】                 | 2018年5月12日  |
| ○    | リントン・ヴァッセル                 | 2R 3:58 TKO（パウンド）              | Bellator 186: Bader vs. Vassell 【Bellator世界ライトヘビー級タイトルマッチ】                | 2017年11月3日  |
| ○    | フィル・デイヴィス                   | 5分5R終了 判定2-1                    | Bellator 180: Davis vs. Bader 【Bellator世界ライトヘビー級タイトルマッチ】                  | 2017年6月24日  |
| ○    | アントニオ・ホジェリオ・ノゲイラ     | 3R 3:51 TKO（パウンド）              | UFC Fight Night: Bader vs. Nogueira 2                                                       | 2016年11月19日 |
| ○    | イリル・ラティフィ                   | 2R 2:06 KO（右膝蹴り）               | UFC Fight Night: Arlovski vs. Barnett                                                       | 2016年9月3日   |
| ×    | アンソニー・ジョンソン               | 1R 1:26 KO（パウンド）               | UFC on FOX 18: Johnson vs. Bader                                                            | 2016年1月30日  |
| ○    | ラシャド・エヴァンス                 | 5分3R終了 判定3-0                    | UFC 192: Cormier vs. Gustafsson                                                             | 2015年10月3日  |
| ○    | フィル・デイヴィス                   | 5分3R終了 判定2-1                    | UFC on FOX 14: Gustafsson vs. Johnson                                                       | 2015年1月24日  |
| ○    | オヴィンス・サンプルー               | 5分5R終了 判定3-0                    | UFC Fight Night: Bader vs. St. Preux                                                        | 2014年8月16日  |
| ○    | ハファエル・カバウカンチ             | 5分3R終了 判定3-0                    | UFC 174: Johnson vs. Bagautinov                                                             | 2014年6月14日  |
| ○    | アンソニー・ペロシュ                 | 5分3R終了 判定3-0                    | UFC Fight Night: Hunt vs. Bigfoot                                                           | 2013年12月7日  |
| ×    | グローバー・テイシェイラ             | 1R 2:55 TKO（左フック→パウンド）     | UFC Fight Night: Teixeira vs. Bader                                                         | 2013年9月4日   |
| ○    | ウラジミール・マティシェンコ         | 1R 0:50 ギロチンチョーク             | UFC on FOX 6: Johnson vs. Dodson                                                            | 2013年1月26日  |
| ×    | リョート・マチダ                     | 2R 1:32 KO（右ストレート→パウンド）  | UFC on FOX 4: Shogun vs. Vera                                                               | 2012年8月4日   |
| ○    | クイントン・"ランペイジ"・ジャクソン | 5分3R終了 判定3-0                    | UFC 144: Edgar vs. Henderson                                                                | 2012年2月26日  |
| ○    | ジェイソン・ブリルズ                 | 1R 1:17 KO（右ストレート）           | UFC 139: Shogun vs. Henderson                                                               | 2011年11月19日 |
| ×    | ティト・オーティズ                   | 1R 1:56 ギロチンチョーク             | UFC 132: Cruz vs. Faber                                                                     | 2011年7月2日   |
| ×    | ジョン・ジョーンズ                   | 2R 4:20 ギロチンチョーク             | UFC 126: Silva vs. Belfort                                                                  | 2011年2月5日   |
| ○    | アントニオ・ホジェリオ・ノゲイラ     | 5分3R終了 判定3-0                    | UFC 119: Mir vs. Cro Cop                                                                    | 2010年9月25日  |
| ○    | キース・ジャーディン                 | 3R 2:10 KO（左フック）               | UFC 110: Nogueira vs. Velasquez                                                             | 2010年2月20日  |
| ○    | エリック・シェイファー               | 5分3R終了 判定3-0                    | UFC 104: Machida vs. Shogun                                                                 | 2009年10月24日 |
| ○    | カーメロ・マレロ                     | 5分3R終了 判定3-0                    | UFC Fight Night: Condit vs. Kampmann                                                        | 2009年4月1日   |
| ○    | ヴィニシウス・マガリャエス           | 1R 2:18 TKO（右フック→パウンド）     | The Ultimate Fighter: Team Nogueira vs. Team Mir Finale 【ライトヘビー級トーナメント 決勝】 | 2008年12月13日 |
| ○    | バックリー・アコスタ                 | 1R 0:47 肩固め                       | Xtreme Cage Combat 6: Western Threat                                                        | 2008年4月5日   |
| ○    | ブラッド・ピーターソン               | 5分3R終了 判定3-0                    | IFO: Fireworks in the Cage IV                                                               | 2007年12月28日 |
| ○    | ユリシーズ・コルテス                 | 1R KO（パンチ連打）                  | SE Vale Tudo                                                                                | 2007年10月27日 |
| ○    | ディッキー・チャベス                 | 1R 0:41 TKO（パンチ連打）            | KOTC: Unstoppable                                                                           | 2007年9月15日  |
| ○    | ティム・ピーコック                   | 2R 2:50 TKO（パンチ連打）            | WFC: Rumble in the Red Rocks                                                                | 2007年6月9日   |
| ○    | デイヴィッド・バゲット               | 1R チョーク                          | Proving Grounds 1                                                                           | 2007年5月12日  |
| ○    | デイブ・コヴェロ                     | 1R 2:21 ギブアップ（スタンドの打撃） | WFC: Desert Storm                                                                           | 2007年3月31日  |

### 総合格闘技エキシビション
| 勝敗 | 対戦相手               | 試合結果                | 大会名                                                       | 開催年月日    |
| ○    | エリオット・マーシャル | 5分3R終了 判定3-0       | The Ultimate Fighter 8 【ライトヘビー級トーナメント 準決勝】 | 2008年6月25日 |
| ○    | トム・ローラー         | 1R 3:44 TKO（パウンド） | The Ultimate Fighter 8 【ライトヘビー級トーナメント 2回戦】  | 2008年5月28日 |
| ○    | カイル・キングスベリー | 2R 1:33 肩固め          | The Ultimate Fighter 8 【ライトヘビー級トーナメント 1回戦】  | 2008年5月21日 |

## 獲得タイトル
- The Ultimate Fighter 8 ライトヘビー級トーナメント 優勝（2008年）
- 第6代Bellator世界ライトヘビー級王座（2017年）
- 第4代Bellator世界ヘビー級王座（2019年）

## 表彰
- ブラジリアン柔術 紫帯
- レスリング NCAAディビジョン1 オールアメリカン（2004年、2006年）
- UFC サブミッション・オブ・ザ・ナイト（1回）
- UFC パフォーマンス・オブ・ザ・ナイト（1回）